# Touch
Touch je treći studijski album britanskog sastava Eurythmics.

## Popis pjesama
Sve pjesme napisali su Annie Lennox i David A. Stewart, osim gdje je drukčije navedeno.
1. "Here Comes the Rain Again" - 4:54
2. "Regrets" - 4:43
3. "Right By Your Side" - 4:05
4. "Cool Blue" - 4:48
5. "Who's That Girl?" - 4:46
6. "The First Cut" - 4:44
7. "Aqua" - 4:36
8. "No Fear, No Hate, No Pain (No Broken Hearts)" - 5:24
9. "Paint a Rumour" - 7:30

Dodatne pjesme na izdanju iz 2005.
1. "You Take Some Lentils and You Take Some Rice" - 3:01
2. "ABC (Freeform)" - 2:36
3. "Plus Something Else" - 5:20
4. "Paint a Rumour" (Long Version) - 7:57
5. "Who's That Girl?" (uživo) - 3:28
6. "Here Comes the Rain Again" (uživo) - 3:07
7. "Fame" (David Bowie, Carlos Alomar, John Lennon) - 2:39